# Paramontana exilis
Paramontana exilis é uma espécie de gastrópode do gênero Paramontana, pertencente a família Raphitomidae.